# Андреони, Джеймс
Джеймс Андреони (англ. James Andreoni; род. 1959, Белойт, Висконсин) — профессор экономического факультета Калифорнийского университета в Сан-Диего, где он руководит EconLab (The Economics Laboratory), лабораторией экономики, занимающейся изучением принятия экономических и стратегических решений. Его работы сосредоточены в сфере поведенческой, экспериментальной и общественной экономики, а также альтруизма и благотворительности. Наибольшую известность получил благодаря введению в обращение термина «тёплое свечение» для описания личной выгоды от альтруистических действий.

## Биография
Родился в 1959 году в Белойте, штат Висконсин, США.

## Образование и карьера
Джеймс Андреони получил степень бакалавра в Миннесотском университете в 1981 году и докторскую степень в Мичиганском университете в 1986 году. С 1986 по 2005 год он работал в Университете Висконсин-Мэдисон. Он перешёл на свою нынешнюю должность в Калифорнийском университете в Сан-Диего в январе 2006 года. По состоянию на 2020 год он входил в 10 % лучших экономистов в США. Он был соредактором Journal of Public Economics, а также помощником редактора American Economic Review и Econometrica.
С 1986 по 2005 гг. Андреони занимал различные должности в Университете Висконсин-Мэдисон. С 1986 по 1992 год работал доцентом. Затем он стал адъюнкт-профессором (1992 год), а после стал профессором в 2005 году. С 2006 года он является профессором Калифорнийского университета в Сан-Диего. С 2007 по 2009 гг. он был президентом Ассоциации экономических наук. С 2009 года по настоящее время он работает научным сотрудником в Национальном бюро экономических исследований.
В мае 2008 года Андреони поставили диагноз болезнь Паркинсона. Несмотря на это, после этого выходили одни из лучших его работ и хорошо принятых статей. Болезнь влияет на центральную нервную систему, и Джеймс Андреони вынужден принимать лекарства каждые 4 часа для поддержания нормального состояния. 24 января 2019 года Андреони провели операцию на мозге.

## Косвенный альтруизм. Концепция «тёплого свечения»
В 1989—1990 годах Джеймс Андреони описал концепцию «тёплого свечения» (англ. warm glow giving). До его работ по этой тематике предполагалось, что пожертвования вызваны только альтруизмом, то есть заботой о благосостоянии других людей. Он ввёл иное понятие — косвенный альтруизм (англ. impure altruism), что означает получение удовольствия от процесса пожертвования.
{\displaystyle U=u_{i}(x_{i},G,g_{i})}
Где {\displaystyle x_{i}} — потребление частного блага, {\displaystyle G=\Sigma g_{i},g\in [1...N]} — уровень производства общественного блага, {\displaystyle g_{i}} — личный вклад индивида в производство общественного блага.
Данная концепция была проверена в лабораторных экспериментах, в ходе которых было получено, что больше половины участников делают пожертвования в ситуации, когда их пожертвование не влияет на общую сумму собранных средств, а влияет только на структуру, а также что реальные усилия участников растут, если при фиксированной сумме итогового пожертвования от индивидуальных усилий зависит доля, которую в сумме пожертвований занимает его вклад.

## Статьи
Джеймс Андреони с 1986 года по настоящее время является автором и соавтором около 150 различных работ. Наиболее цитируемые из них:
- James Andreoni. Impure Altruism and Donations to Public Goods: A Theory of Warm-Glow Giving // The Economic Journal. — 1990. — Т. 100, вып. 401. — С. 464–477. — ISSN 0013-0133. — doi:10.2307/2234133. — JSTOR 2234133.
- James Andreoni. Giving with Impure Altruism: Applications to Charity and Ricardian Equivalence // Journal of Political Economy. — 1989. — Т. 97, вып. 6. — С. 1447–1458. — ISSN 0022-3808. — JSTOR 1833247.
- James Andreoni, Brian Erard, Jonathan Feinstein. Tax Compliance // Journal of Economic Literature. — 1998. — Т. 36, вып. 2. — С. 818–860. — ISSN 0022-0515. — JSTOR 2565123.
- James Andreoni, John Miller. Giving According to GARP: An Experimental Test of the Consistency of Preferences for Altruism // Econometrica. — 2002. — Т. 70, вып. 2. — С. 737–753. — ISSN 0012-9682. — JSTOR 2692289.
- James Andreoni, Lise Vesterlund. Which is the Fair Sex? Gender Differences in Altruism (англ.) // The Quarterly Journal of Economics. — 2001-02-01. — Vol. 116, iss. 1. — P. 293–312. — ISSN 0033-5533. — doi:10.1162/003355301556419.